# Parque dos Bandeirantes
Parque dos Bandeirantes é um parque urbano da cidade de Santana de Parnaíba, no Grande São Paulo.

## História
A área de lazer foi inaugurada em junho de 2016 e está localizada entre o Monumento aos Bandeirantes e a ponte sobre o Rio Tietê que liga o Centro Histórico de Santana de Parnaíba e o bairro da Fazendinha.
O local abriga esculturas relacionadas aos bandeirantes, de autoria do escultor Murilo Sá Toledo.
|                                                       |
| Baltasar Fernandes, bandeirante fundador de Sorocaba. |

|                                                  |
| Domingos Fernandes, bandeirante fundador de Itu. |

|        |
| Índia. |